# Sakhrai (huyện)
Sakhrai (tiếng Thái: สระใคร) là một huyện (amphoe) của tỉnh Nong Khai, đông bắc Thái Lan.

## Lịch sử
Tiểu huyện (King Amphoe) được tách ra từ huyện Mueang Nong Khai ngày 30 tháng 4 năm 1994.
Theo quyết định của chính phủ Thái Lan ngày 15 tháng 5 năm 2007, tất cả 81 tiểu huyện đều được nâng thành huyện. Với việc đăng công báo hoàng gia ngày 24 tháng 8, việc nâng cấp thành chính thức.

## Địa lý
Các huyện giáp ranh (từ phía bắc theo chiều kim đồng hồ) là Tha Bo và Mueang Nong Khai của tỉnh Nong Khai, và Phen và Ban Phue của tỉnh Udon Thani.

## Hành chính
Huyện này được chia thành 3 phó huyện (tambon), các đơn vị này lại được chia ra thành 39 làng (muban). Không có khu vực độ thị (thesaban) ở huyện này, có 3 Tổ chức hành chính tambon.
| STT | Tên        | Tên tiếng Thái | Số làng | Dân số |  |
| --- | ---------- | -------------- | ------- | ------ |  |
| 1.  | Sakhrai    | สระใคร         | 15      | 10.053 |  |
| 2.  | Khok Chang | คอกช้าง         | 12      | 6.161  |  |
| 3.  | Ban Fang   | บ้านฝาง         | 12      | 8.994  |  |